# Папино (Ореховское сельское поселение)
Папино — упразднённая деревня в Ореховском сельском поселении Галичского района Костромской области России. Исключена из учётных данных в 2024 году.

## История
Согласно переписи населения 1897 года в деревне проживало 142 человека (70 мужчин и 72 женщины).
Согласно Списку населенных мест Костромской губернии в 1907 году деревня относилась к Ликургской волости Буйского уезда Костромской губернии. По сведениям волостного правления за 1907 год в ней числилось 26 крестьянских дворов и 175 жителей. Основным занятием жителей деревни, помимо земледелия, была работа плотниками.
До муниципальной реформы 2010 года деревня также входила в состав Ореховского сельского поселения Галичского района.

## Население
| 2008 | 2010 | 2012 | 2014 |
| ---- | ---- | ---- | ---- |
| 0    | →0   | →0   | →0   |